# Alaena johanna
Alaena johanna är en fjärilsart som beskrevs av Sharpe 1890. Alaena johanna ingår i släktet Alaena och familjen juvelvingar. Inga underarter finns listade i Catalogue of Life.